# 시안구 (랴오위안시)
시안구(한국어: 서안구, 중국어: 西安区, 병음: Xī'ān Qū)는 중화인민공화국 지린성 랴오위안 시의 행정구역이다. 넓이는 172km2이고, 인구는 2007년 기준으로 180,000명이다.

## 기후
연평균 기온은 6.4°C이고 최고 기온은 32.3°C까지 올라가고 최저 기온은 -29.8°C까지 떨어진다. 연평균 강수량은 627.8mm이고 무상 기일은 134일이다.

## 행정 구역
6개 가도, 1개 향을 관할한다.
- 가도: 仙城街道, 东山街道, 富国街道, 先锋街道, 安家街道, 太安街道.
- 향: 灯塔乡.